# Wał Żerkowski
Wał Żerkowski lub Wysoczyzna Mieszkowska (315.84) – mały mezoregion fizycznogeograficzny w zachodniej Polsce, stanowiący wschodnią część Pojezierza Leszczyńskiego. Region graniczy od północy z Kotliną Śremską, od zachodu z Pojezierzem Krzywińskim, od południowego zachodu na krótkim odcinku z Wysoczyzną Leszczyńską, od południa z Wysoczyzną Kaliską a od wschodu, również na krótkim odcinku, z Równiną Rychwalską; na samym wschodzie region styka się z Doliną Konińską. Wał Żerkowski leży w całości w obrębie woj. wielkopolskiego i bierze swą nazwę od miasta Żerków.
Mezoregion jest bezjeziornym, glacjotektonicznie spiętrzonym wałem, uważanym za marginalną formę fazy leszczyńskiej zlodowacenia północnopolskiego. Wał rozpościera się pomiędzy dolinami Warty i Lutyni i wznosi się do 161 m n.p.m. w Łysej Górze. Pod Mieszkowem znajduje się wyrazisty oz o długości 10 km.
Jedynym ośrodkiem miejskim regionu jest Żerków, ponadto wieś Mieszków. Wał Żerkowski rozpościera się na terenie gmin: Żerków, Jarocin, Nowe Miasto nad Wartą, Książ Wielkopolski, Dolsk i Gostyń.